# Збройні сили Молдови
Збройні сили Молдови — військова озброєна організація держави Молдова, що включає регулярні військові формування у складі Сухопутних військ, Військово-Повітряних військ та військ карабінерів Молдови, які є спеціалізованим органом держави з військовим статусом.

## Історія

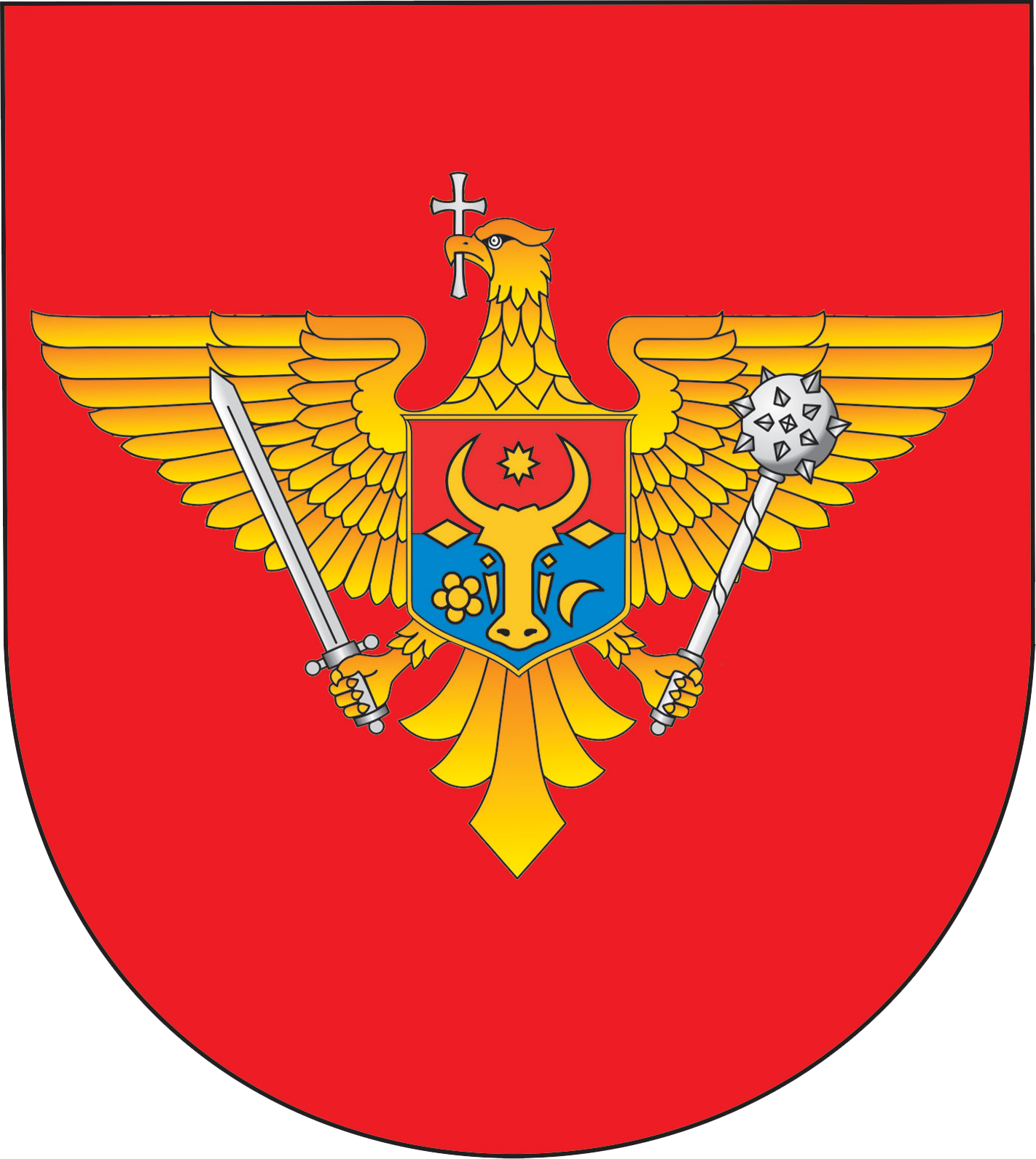
Герб збройних сил Молдови

В Молдовському князівстві регулярної військовою силою було так зване «мале військо». Воно налічувало близько 10 тисяч осіб і складалося з господарського війська, окремих боярських загонів та наймитів. «Велике військо» (близько 40 тисяч осіб) скликалося у випадках особливої необхідності й складалося з більшої частини чоловічого населення, здатного носити зброю.
Після утворення Молдавської РСР жителі призивалися на військову службу до лав Збройних Сил СРСР. 4 вересня 1990 року Верховна Рада Молдавської РСР прийняла Постанову про призупинення дії на території МРСР Закону СРСР від 12 жовтня 1967 року «Про загальний військовий обов'язок».
Першим етапом утворення Національної армії Молдови, як незалежної держави, був Указ Президента Молдови № 193 від 3 вересня 1991 року «Про утворення Збройних Сил». Згідно з Конституцією Молдови 1994 року та Концепцією національної безпеки воєнна безпека країни забезпечується її збройними силами. В 1995 році була розроблена та опублікована «Військова доктрина Республіки Молдова» (постанова № 482-XIII від 6 червня 1995 року), а до 1997 році був завершений процес створення військових структур Збройних сил. В 1998 році термін проходження обов'язкової військової служби був скорочений до 18 місяців, пізніше — до 12 місяців. У наш час, строкова служба триває 12 місяців. У 1997 році боєздатні збройні сили налічували трохи понад 11 тис. осіб. Число резервістів, які могли бути призвані до складу  збройних сил, близько 300 тис. осіб. У 1998 році придатними до військової служби вважалися понад 1145000 осіб. Після візиту у січні 1999 року до Кишиневу генерального секретаря НАТО було прийнято рішення про скорочення чисельності армії з 10 тис. до 6,5 тис. осіб.
3 жовтня 2007 року в Кишиневі пройшла урочиста церемонія відкриття Центру інформування та документування НАТО. Індивідуальний план дій партнерства Молдова-НАТО передбачає реформування всієї системи безпеки та оборони країни на принципах НАТО та перехід Національної армії Молдови до 2010 року на стандарти Північноатлантичного альянсу.
3 вересня в Молдові відзначається як «День Національної армії Республіки Молдови».
5 лютого 2018 року у Кишиневі міністр оборони Молдови Еуджен Стурза зі своїм румунським колегою Міхаєм Фіфором узгодили створення спільного батальйону за прикладом міжнародного інженерного батальйону «Тиса».
27 березня - 7 квітня 2023 року в Молдові проходять військові навчання JCET-2023 за участі Молдови, США, Румунії та Великої Британії. Навчання JCET проводяться з 2009 року.

## Удосконалення обороноздатності
24 червня 2015 року міністрами оборони країн НАТО в Брюсселі було проголосовано пакет заходів щодо зміцнення обороноздатності Республіки Молдова, зміцнення інститутів і безпеки, генеральний секретар альянсу, Єнс Столтенберг заявив про подальшу допомогу НАТО Молдові в модернізації збройних сил шляхом навчання, підтримки й освіти. Допомогу для Молдови, як нейтральної країни і не учасника НАТО, було вирішено надати за ініціативою НАТО як Зміцнення потенціалу оборони ще у вересні минулого року на тлі російського вторгнення в східну частину України. В той же день, НАТО збільшило число власних військ швидкого реагування на 40 тисяч осіб.
15 листопада 2023 року Сухопутні сили Молдови отримали від Німеччини останню партію бронетранспортерів Piranha IIIH. Всього, з метою модернізації парку бронетехніки Збройних Сил Молдови, було передано 19 од. техніки. БТР застосовуватимуть для підготовки особового складу, який планується залучити до міжнародних миротворчих місій.
21 грудня 2023 року до Молдови доставили сучасний радар для спостереження за повітряним простором, який країна придбала у французького виробника Thales Group. Як повідомили у Міноборони Молдови, радар життєво необхідний для зміцнення потенціалу протиповітряної оборони Молдови.
5 квітня 2024 року, Міністерство оборони Молдови підписало контракт про закупівлю нового радара для моніторингу повітряного простору країни. Згідно посилання на онлайн-видання NewsMaker, новий радар буде придбано за фінансової підтримки ЄС у рамках програми European Peace Facility. Контракт на закупівлю радара підписали генеральний директор естонського агентства Магнус-Вальдемар Саар та заступник начальника Генерального штабу Національної армії Молдови Серджіу Чірімпей.

## Нейтралітет
Стаття 11 Конституції Молдови говорить:
 Республіка Молдова проголошує свій постійний нейтралітет. Республіка Молдова не допускає розміщення на своїй території збройних сил інших держав. 
Таким чином, оскільки нейтралітет Молдови закріплений в її Конституції, у країни немає планів щодо вступу ні в НАТО, ні в ОДКБ.
Проте, 3 вересня 2023 року, на церемонії, присвяченій Дню національної армії, прем'єр-міністр Молдови Дорін Речан зазначив, що ситуація, коли "десятиліттями нехтувались" збройні сили, змінилася, і тепер вони мають підтримку президентки Молдови Маї Санду та всього уряду, щоб стало можливим активізувати зусилля з підтримки та інвестування в армію. "А наш нейтралітет – це інструмент зовнішньої політики. Нам потрібно більше інвестувати в армію, і ми це робимо", – заявив Речан.

## Військова символіка

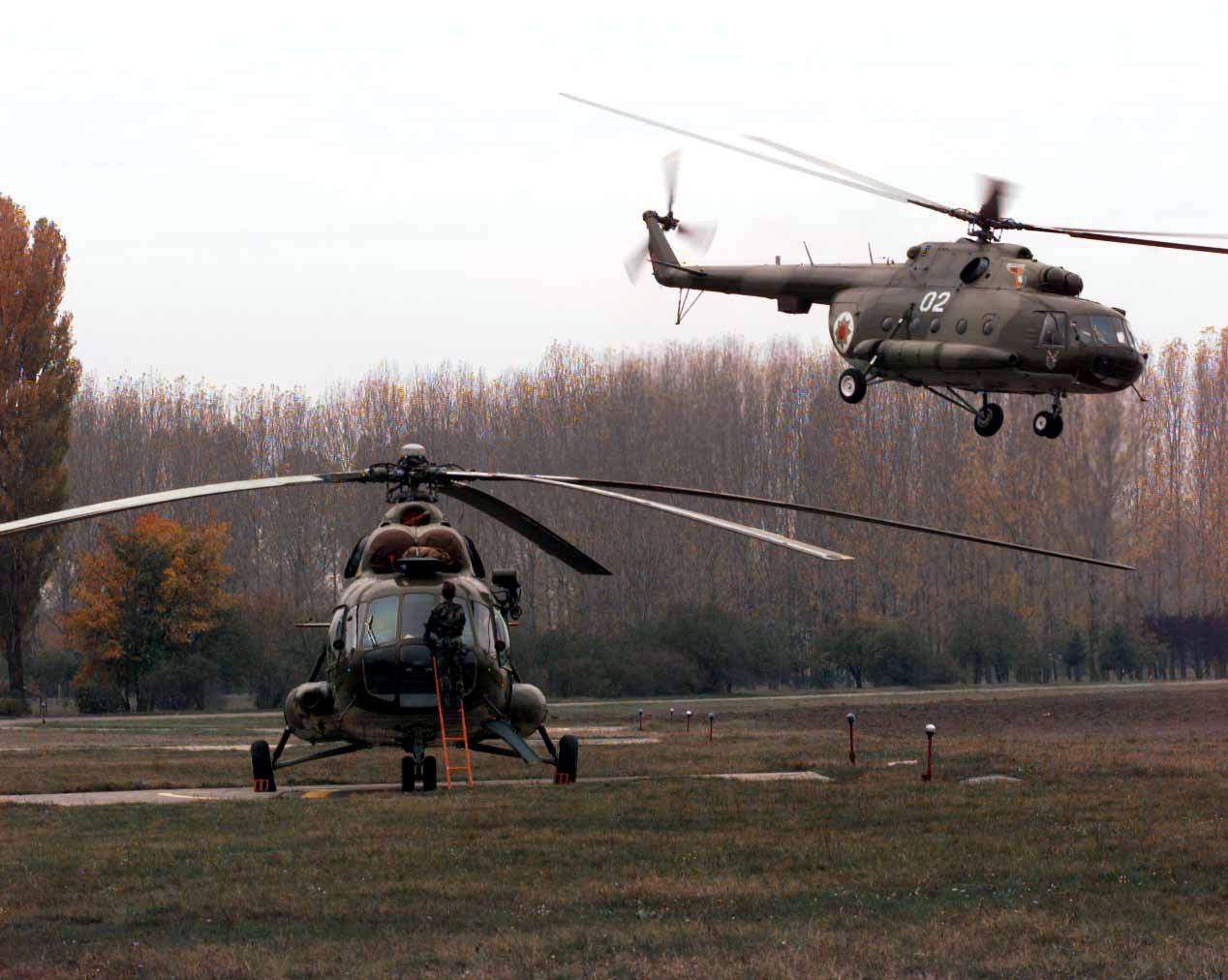
Молдовські Мі-8Т

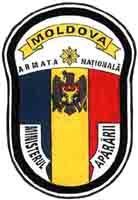
Міністерство оборони
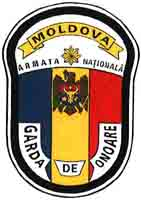
Рота почесної варти
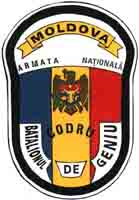
Саперний батальйон
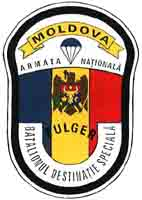
Окремий батальйон особливого призначення
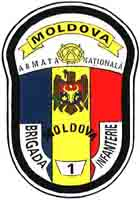
1-а піхотна бригада
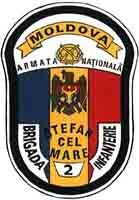
2-я піхотна бригада
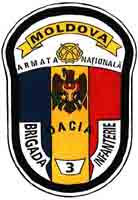
3-я піхотна бригада
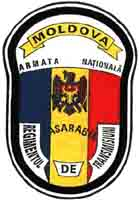
Окремий полк зв'язку
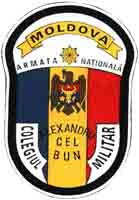
Військовий інститут
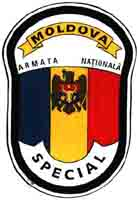
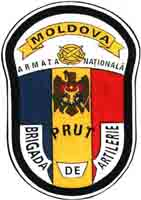
Артилерійська бригада
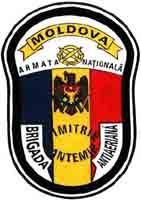
Протиповітряна бригада
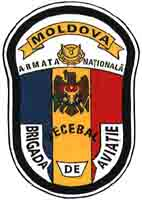
Авіаційна бригада

### Військові звання Збройних Сил Молдови

Soldat
Caporal
Sergent inferior
Sergent
Sergent major
Plutonier
Plutonier major
Plutonier adjutant

Locotenent
Locotenent-major
Capitan
Maior
Locotenent colonel
Colonel
General de Brigadă
General de Divizie
General de Corp de Armată

## Заборона участі у міжнародних військових навчаннях
6 вересня 2017 року уряд Молдови схвалив рішення, згідно з яким молдовським армійцям дозволялося брати участь у навчаннях, що проводились на території України. Проте, як напередодні, так і після остаточного рішення щодо відряджання військових, президентом Додоном участі у таких навчаннях були заборонені. Прем'єр-міністр Павел Філіп на засіданні Кабміну Молдови, заклика́в міністрів знайти можливість відправити молдовський контингент на навчання, вказавши, що напередодні були скасовані поїздки на навчання в Україні, за його словами, якщо участь у навчаннях оплачується на 80 % партнерами й організаторами, то відмова вже обійшлася Молдові в 5 млн леїв (понад $280 000). Початково уряд планував від 8 до 23 вересня відправити 57 військовослужбовців для участі в навчанні в основному в країнах НАТО, включаючи Сполучені Штати та Туреччину, на заході України. Ветуючи такі рішення Додон стверджував, що Молдова зв'язана Конституцією, щоб залишатися нейтральною, такі ж навчання за участю країн НАТО Додоном були раніше заборонені в Румунії.
Інциденти, на думку деяких видань, стались через те, що Молдова керується прозахідним урядом та промосковським президентом, що означає часті зіткнення з зовнішньою політикою, особливо в стосунках з Росією та Європейським Союзом також, надаються пояснення, що навчання в Україні збігаються з військовими навчаннями, відомими як «Захід» (14-20 вересня), за участю тисяч російських військ у Білорусі, Балтійському морі, західній Росії та на території російського анклаву Калінінграда. Російські навчання викликали занепокоєння НАТО, попри запевнення Москви про оборонний характер навчань.